# Galtiu, Alba
Galtiu (în maghiară Gáldtő) este un sat în comuna Sântimbru din județul Alba, Transilvania, România.

## Personalități
- Samoilă Mârza (1886-1967), fotograful care a realizat singurele fotografii ale Marii Adunări Naționale de la 1 decembrie 1918;

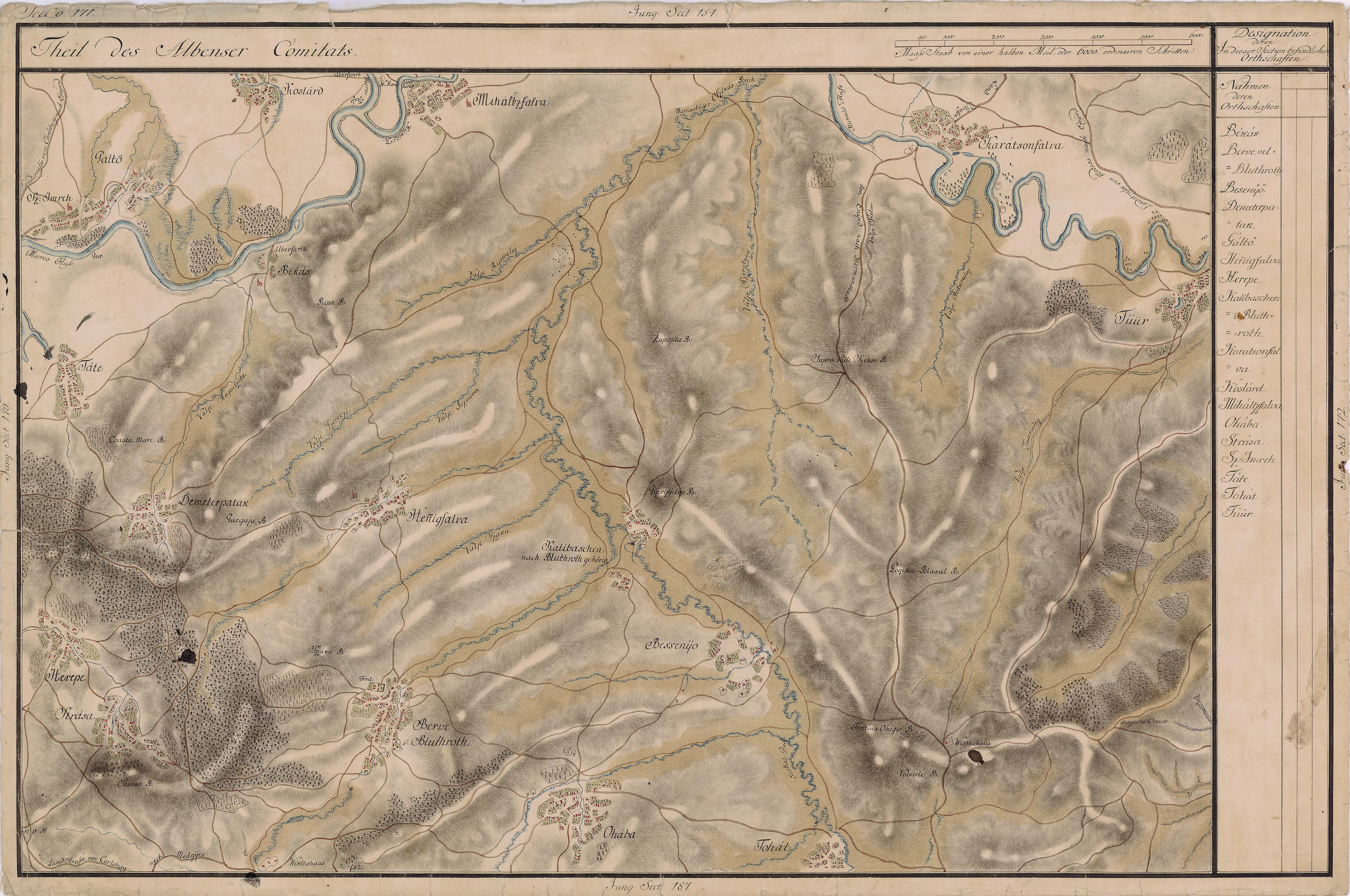
Galtiu pe Harta Iosefină a Transilvaniei, 1769-1773

- Iacob Mârza (1946-2015), istoric.

## Imagini

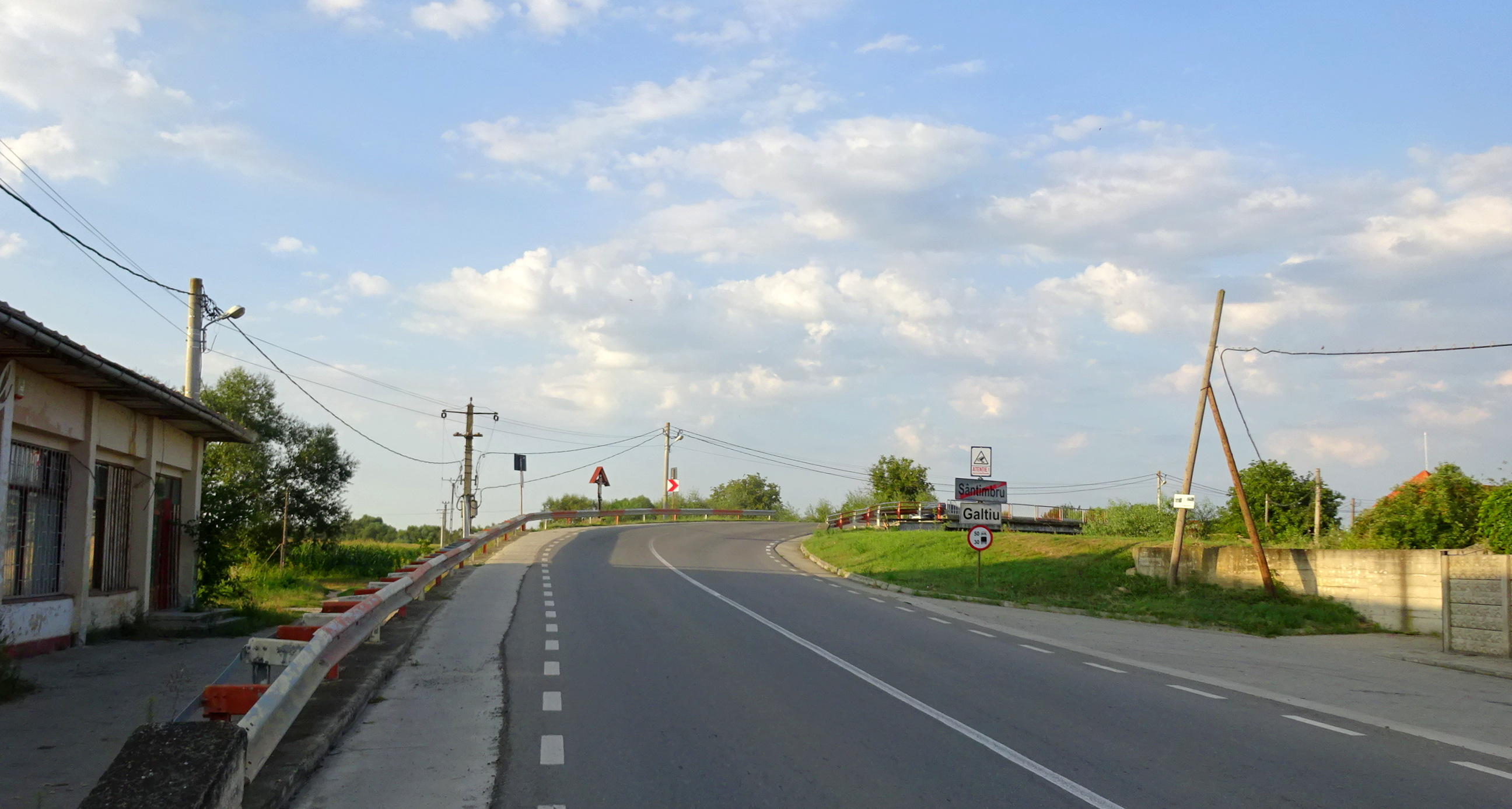
Intrarea în localitate
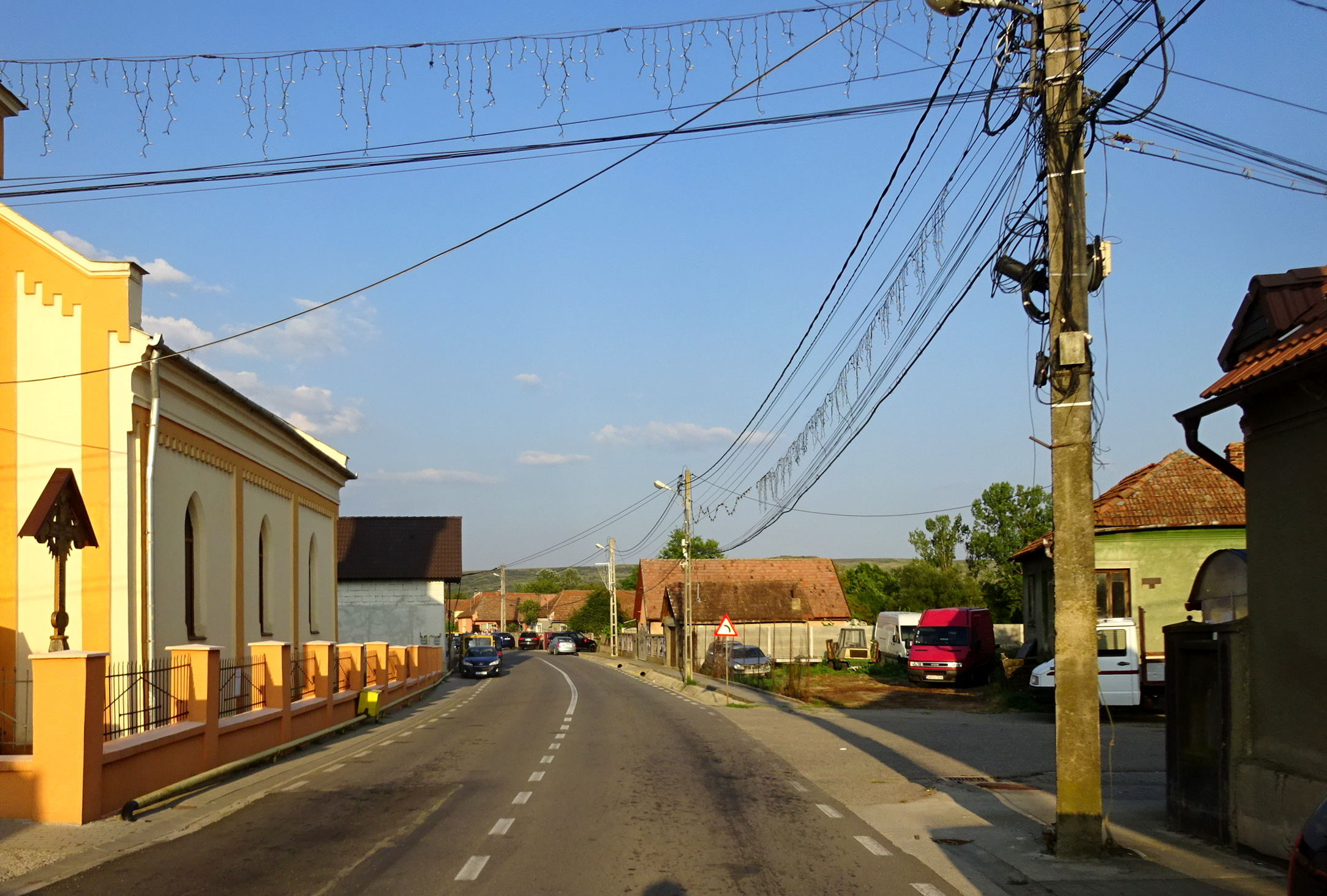
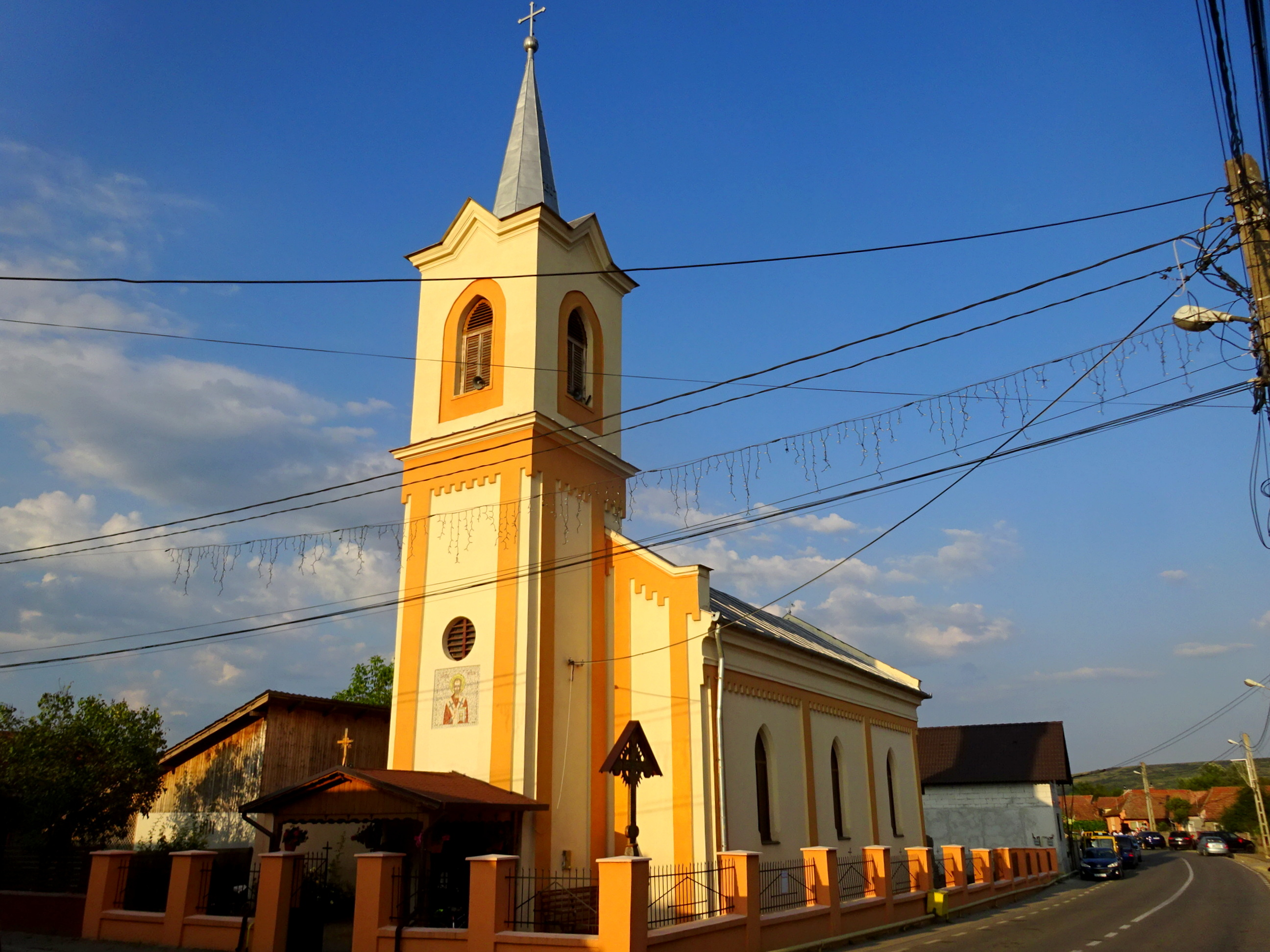
Biserica „Sfântul Nicolae”
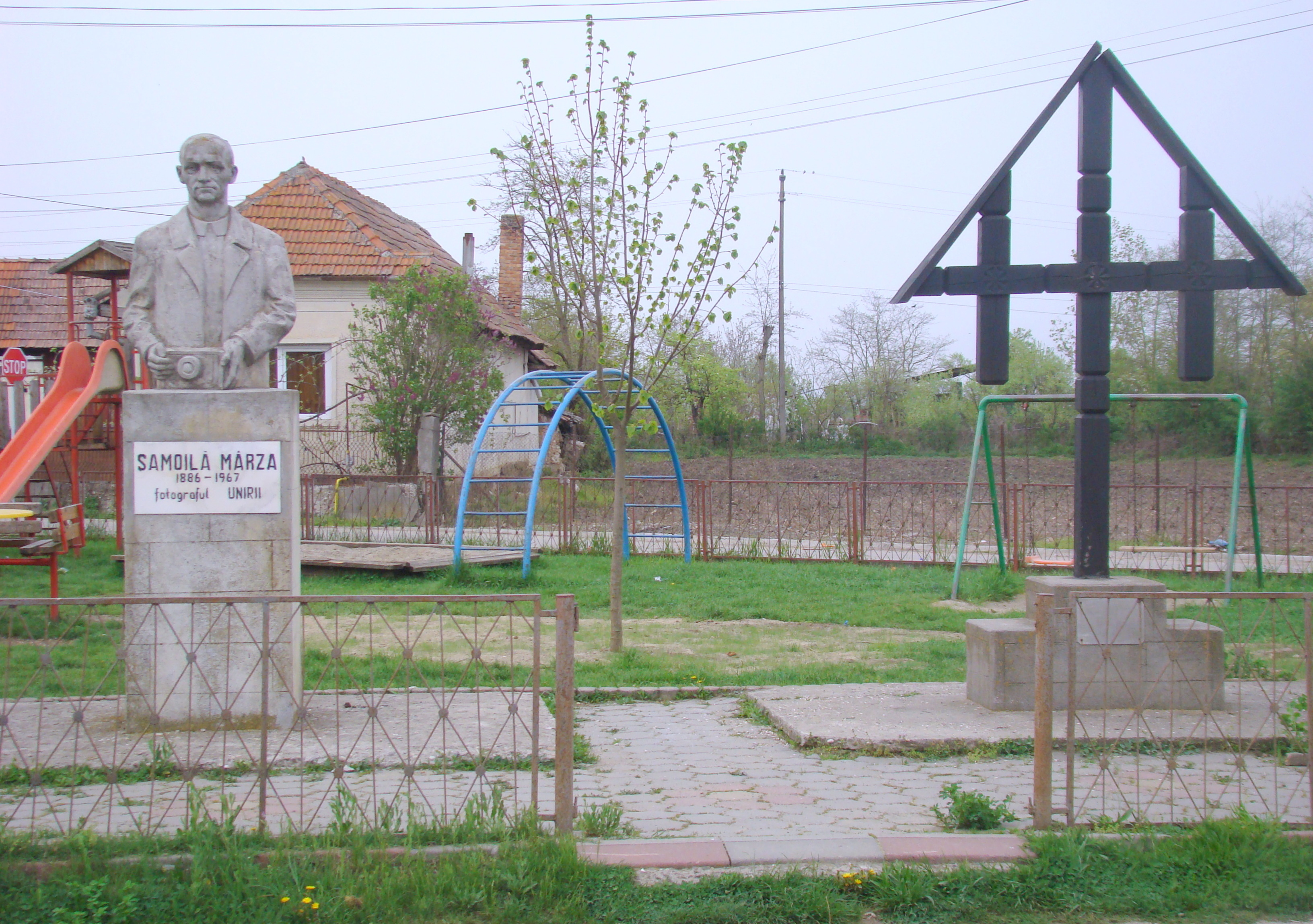
Parcul localității
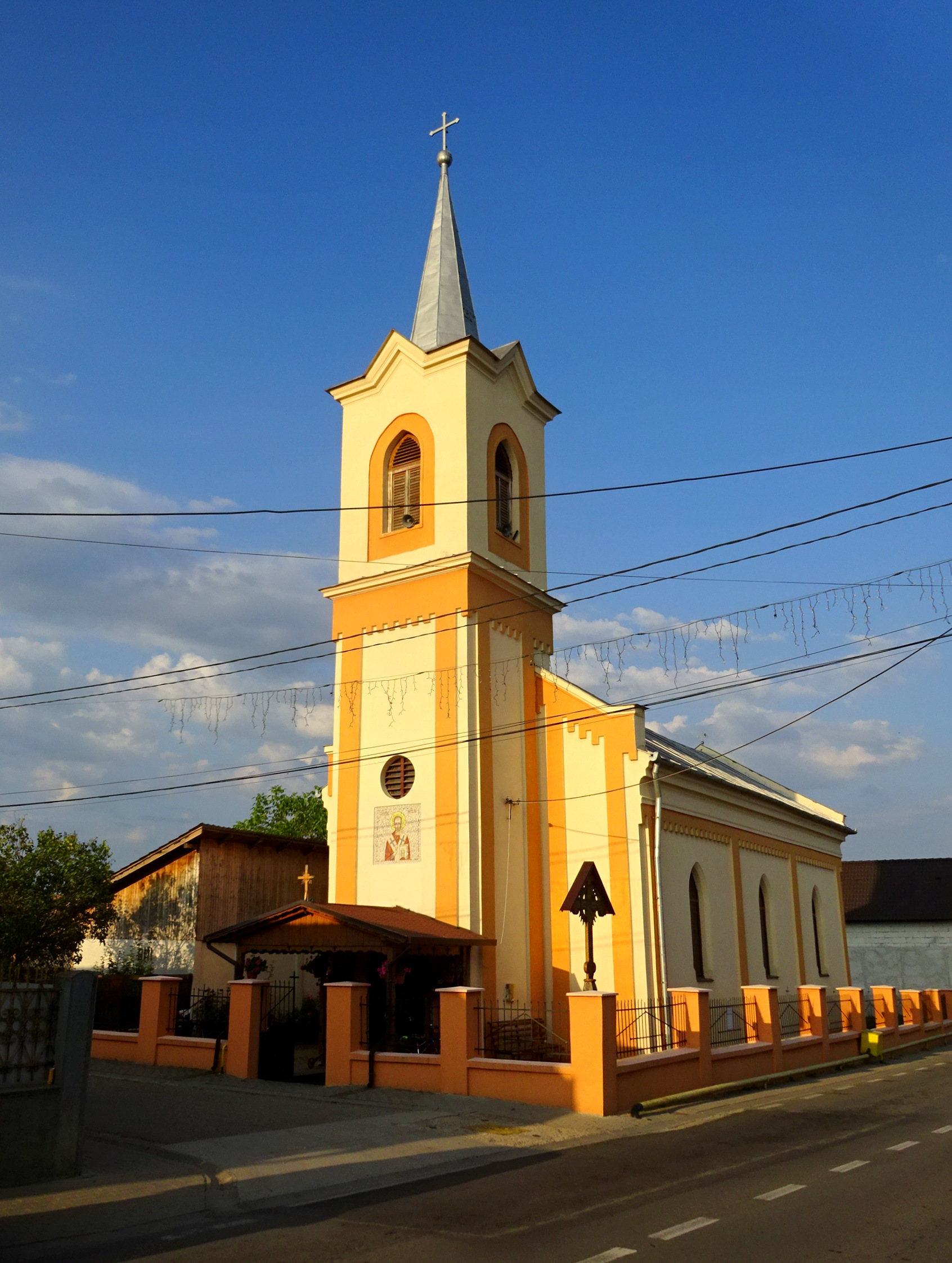
Biserica ortodoxă (fostă greco-catolică) din Galtiu, unde se celebrează şi serviciile religioase greco-catolice
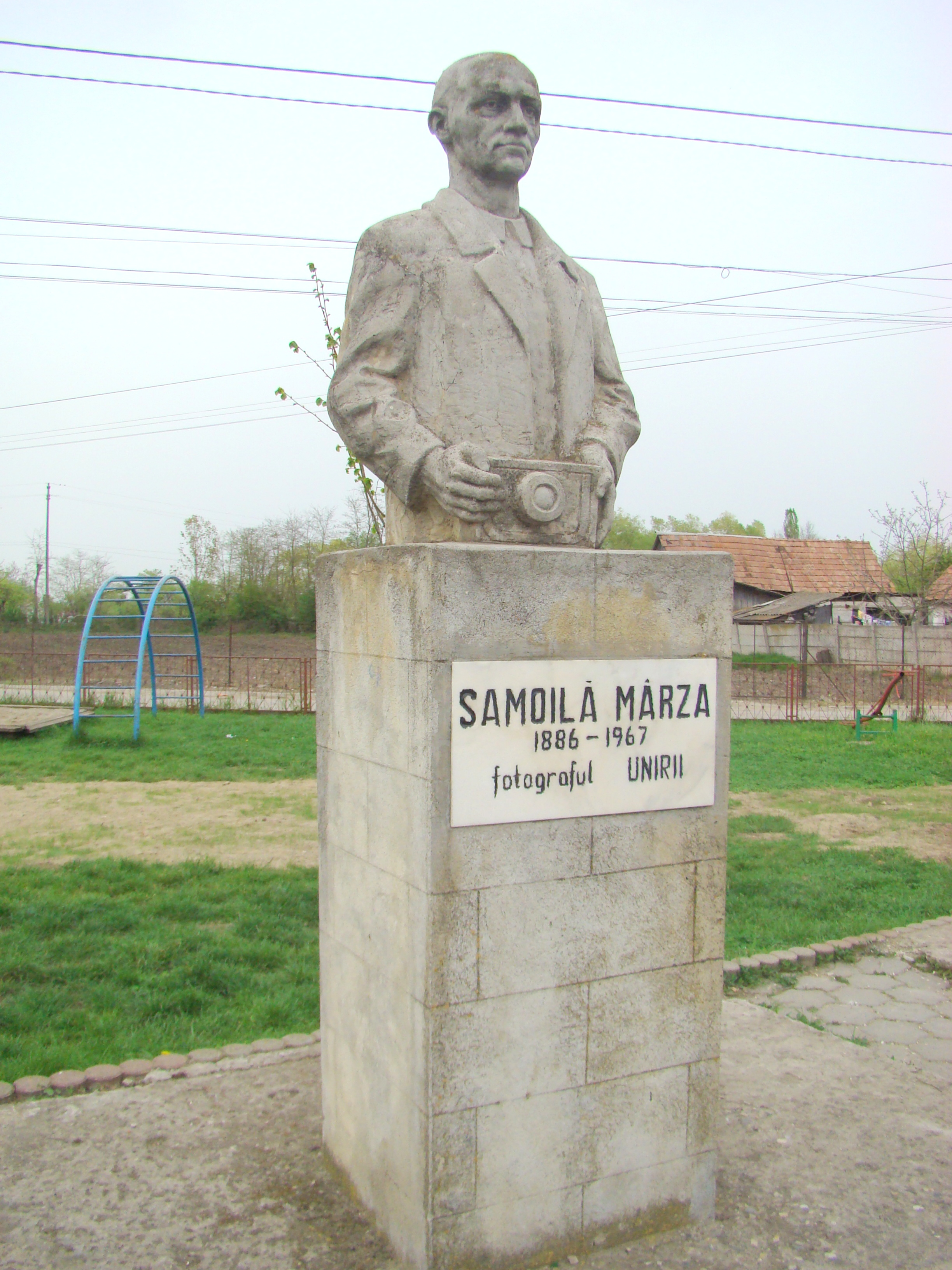
Bustul lui Samoilă Mârza din satul natal Galtiu